# ルクセンブルクの文化

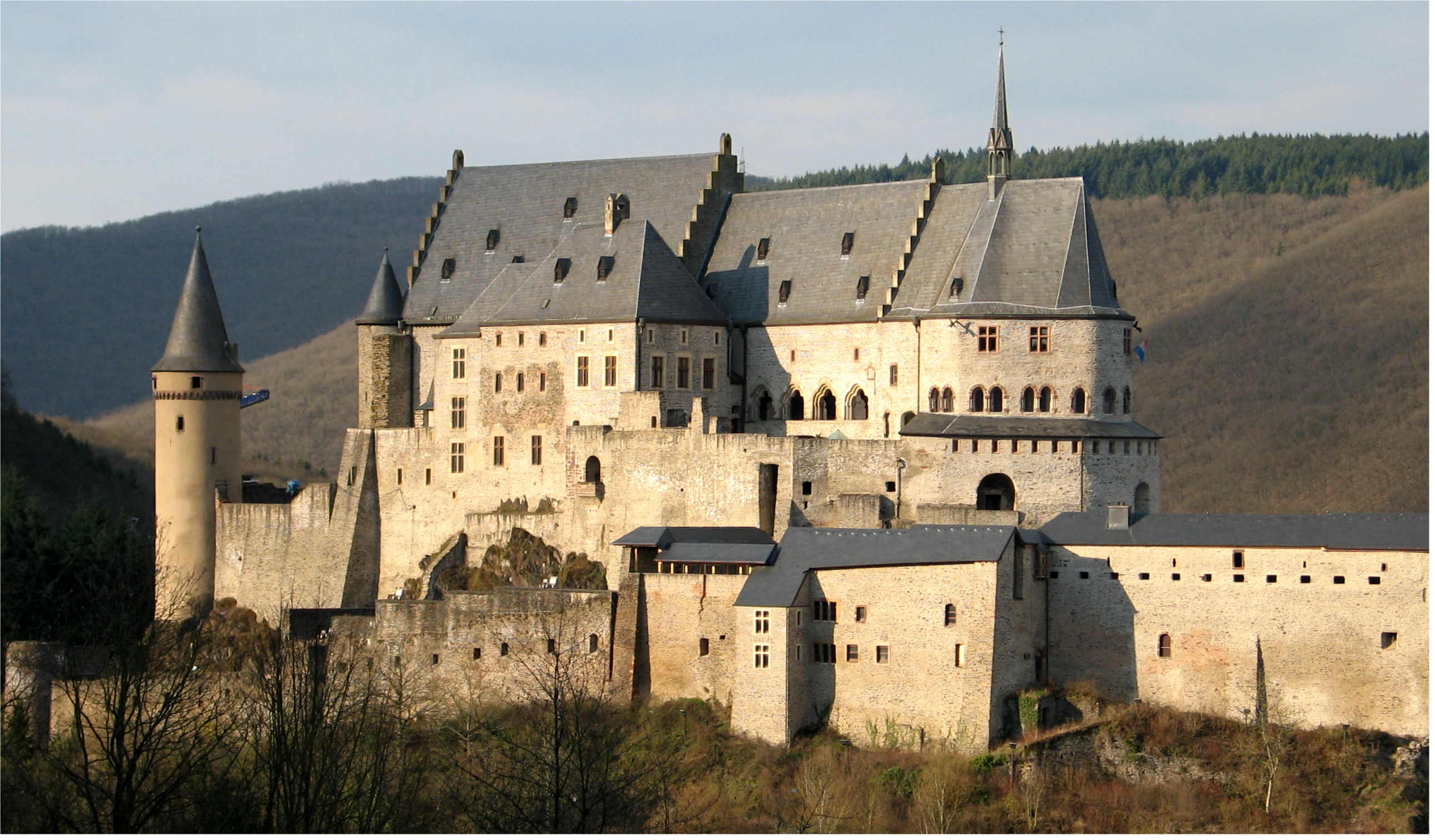
「Vianden Castle」はルクセンブルク最古のお城で、観光名所としても知られている。

ルクセンブルクは西欧の内陸に位置する国であり、その文化は主に住民（2017年推定で60万人）の文化的習慣に根ざしている。

## 言語
ルクセンブルクでは、ルクセンブルク語（Lëtzebuergesch）がフランク語群に属し、三つの公用語の一つとして、また一般的にルクセンブルク人の母語としても広く使用されている。フランス語、ドイツ語、ルクセンブルク語は1984年2月24日より公式に認められ、ルクセンブルク語のみが国語として扱われている。
フランス語は立法および司法の言語として用いられている。歴史的な背景から、税務や土地登記の管理においてはドイツ語が多く用いられており、ルクセンブルクはドイツの税制を採用している。第一次世界大戦中、ドイツ軍が初めて全面的な土地登記の管理を実施した。行政文書は通常、ドイツ語とフランス語で発行される（例：納税申告書など）。また、公式な通知はフランス語、ドイツ語、英語、ポルトガル語の四つの主要な書面言語で行われる。幼稚園ではルクセンブルク語が用いられ、読み書きの教育はドイツ語で行われる。学校では7歳からフランス語が教えられ、フランス語は行政や司法の体系においてドイツ語と共に使用される。さらに、フランス語は依然として法律草案作成において唯一の言語として使用されている。
ルクセンブルクの約15％の人口はポルトガル系であり、ポルトガル語を話す。英語は日常生活ではほとんど使用されないが、特定の専門分野では非常に広く使用されている。
交通情報（交通標識）は主にフランス語で表示されている。
ルクセンブルク語とフランス語は、この国で最も広く使用される言語である。ルクセンブルクの人口は約29万人で、そのうち8万人が本国生まれである。総人口は43万5000人で、毎日約13万人が国境を越えて通勤しており、そのうち66,000人がフランス人、34,000人がベルギー人である（2006年10月現在）。